# Anthem Lights
Anthem Lights es una boy band de pop rock y rock cristiano originaria de Nashville, Tennessee. El grupo, formado en 2007 inicialmente bajo el nombre de Yellow Cavalier, está compuesto por los vocalistas Chad Graham, Caleb Grimm, Joseph "Joey" Stamper y Spencer Kane. Hasta la fecha han publicado tres EPs, siete álbumes de estudio y quince álbumes de covers.

## Historia

### Formación
El grupo de música comenzó como un proyecto en solitario del vocalista Chad Graham en otoño de 2007. Tanto él como el cantante y compositor Alan Powell estaban viviendo en Los Ángeles; Powell ayudaba a Chad a escribir sus canciones para el proyecto, hasta que finalmente, Powell y Graham llegaron a darse cuenta de que las canciones que escribían serían más apropiadas si ambos la cantaban.
Powell y Graham decidieron empezar a reclutar a nuevos miembros para crear un grupo. Kyle Kupecky y Caleb Grimm, dos estudiantes de la Universidad Liberty de Lynchburg, en Virginia, fueron elegidos para formar parte de la banda, después de que Graham y Powell volaran desde Los Ángeles para unirse con los otros dos componentes hasta la ciudad de Nashville. El grupo pasó a llamarse Yellow Cavalier.
En 2010 la banda se unió al sello discográfico Reunion Records. Los cuatro integrantes decidieron cambiar el nombre del grupo de Yellow Cavalier a Anthem Lights. El motivo detrás del cambio del nombre fue explicado por Graham, quien afirmó que quería que Anthem Lights fuera con "estas canciones y estas grabaciones un himno para el mundo diciendo que, a pesar de la oscuridad de esta vida, al final la luz siempre gana". Antes de unirse a la compañía discográfica, la agrupación musical llegó a publicar un EP en 2009 de forma independiente, titulado Yellow Cavalier.

### Reunion Records
El 1 de febrero de 2011, Anthem Lights lanzó un EP homónimo, titulado Anthem Lights. El EP recibió críticas muy positivas y la primera canción del EP, "Can't Shut Up", alcanzó el puesto número 42 en la lista Billboard, dentro del apartado de las listas de canciones cristianas; y en el puesto número 27 en las listas de radio de la CHR.
Su primer álbum de estudio fue lanzado el 10 de mayo de 2011. Tanto el título del álbum (Anthem Lights) como la carátula es similar a la cubierta del EP, con la foto de los cuatro miembros del grupo y debajo el logo de la banda. Ese mismo año iniciaron su National Tour junto a otros grupos cristianos como Building 429, MercyMe, Jars of Clay o The Afters. El 6 de mayo de 2012, Kyle Kupecky anunció que se iba a ir del grupo para comenzar una carrera en solitario. Un mes después, Joseph Stamper se unió al grupo. Desde entonces, la banda comenzó a intercalar la publicación de álbumes con canciones originales compuestas por ellos mismos con covers y versiones de otras canciones.
En 2014 Anthem Lights publicó dos álbumes, You Have my Heart y Escape. El 1 de febrero de 2016, Alan Powell anunció su salida de la banda para centrarse en su carrera actoral, uniéndose en su lugar el cantante Spencer Kane, artista que había participado en la serie de televisión de TBN Studios iShine Knect. Desde entonces, Anthem Lights ha publicado cuatro álbumes, el más reciente en 2018.

## Discografía

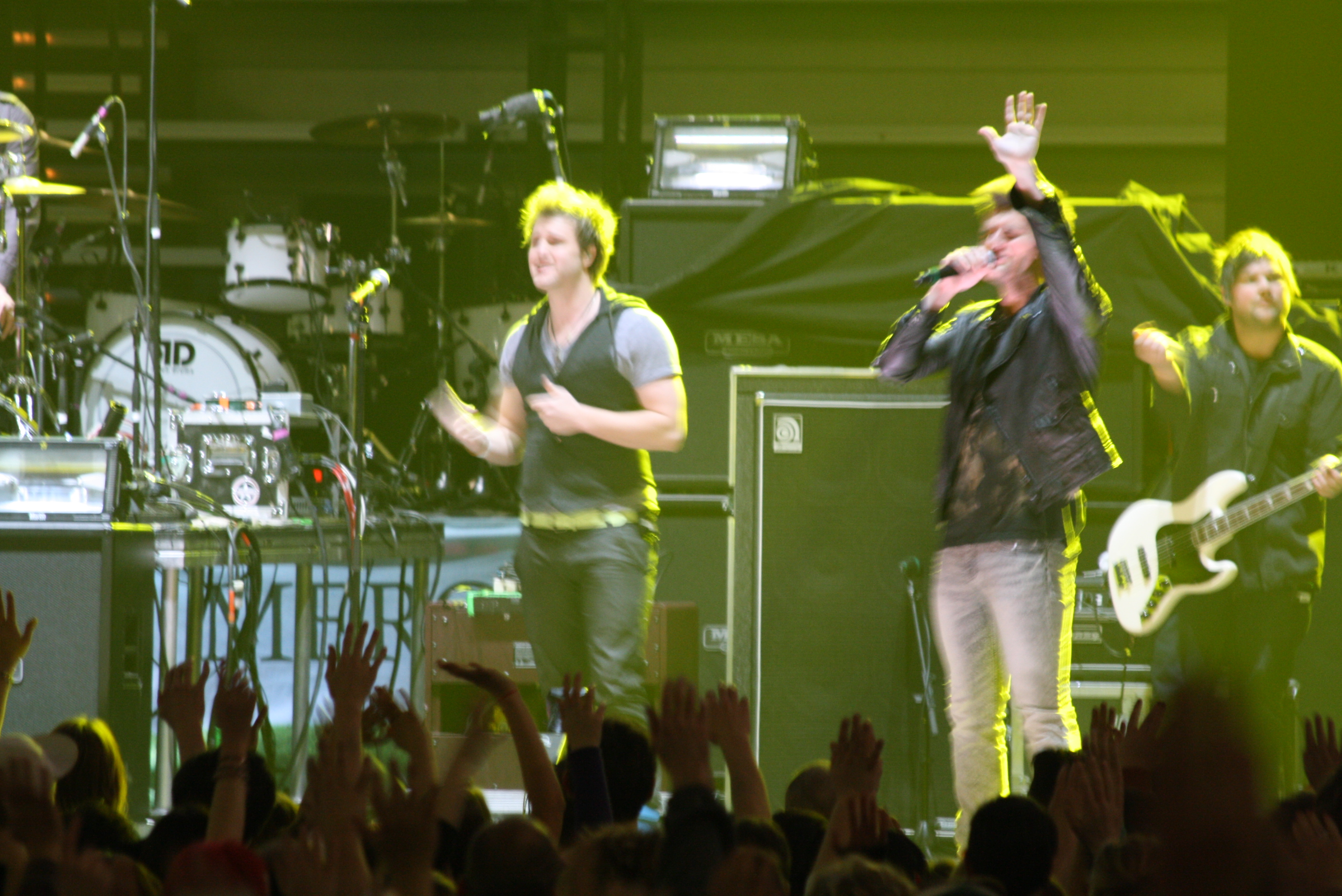
Chad Graham (izquierda) y Alan Powell (derecha) en una actuación en directo.

### Álbumes
- Anthem Lights (2011), Reunion Records
- You Have My Heart (2014), YC Records
- Escape (2014), YC Records
- Hymns (2017), Wavy Records
- Painted Skies (2017), Wavy Records
- Hymns Vol. II (2018), Wavy Records
- Worship (2018), Wavy Records

### Álbum de Versiones
- Covers Part. I (2012)
- Covers Part. II (2013)
- Covers Part. III (2014)
- Anthem Lights Covers (2015)
- Covers Part. IV (2015)
- We Got You Covered, Vol. 1 (2016)
- We Got You Covered, Vol. 2 (2017)
- We Got You Covered, Vol. 3 (2018)
- Christmas Hymns (2018)
- Hymns Medleys (2019)
- Disney (2019)
- The Wedding Album (2019)
- Hymn-Capella (2020)
- Icons: A Tribute to the Greats (2020)
- Inspired (2021)

### EP
- Yellow Cavalier EP (2009)
- Anthem Lights EP (2011)
- The Acoustic Sessions (2012)